# 徹底消除核武器國際日
徹底消除核武器國際日（英語：International Day for the Total Elimination of Nuclear Weapons），也稱為消除核武器日（英語：Nuclear Weapons Elimination Day），是聯合國宣佈的國際紀念活動，於每年9月26日舉行。該日旨在推動核裁軍事業。該紀念活動於2013年設立。

## 歷史
2013年9月26日，聯合國大會召開了有史以來第一次核裁軍高層會議；召開會議的決議指出，聯合國「深信核裁軍和徹底消除核武器對消除核戰爭的危險至關重要。」。12月3日，聯合國大會通過第68/32號決議，確認該次高層級會議已核准廢除核武器，並宣布在該次會議的週年日設立一年一度的「徹底消除核武器國際日」。9月26日也是1983年蘇聯核警報誤報事件的週年紀念日，當時蘇聯的預警系統出錯，造成洲際彈道飛彈來襲的誤報。然而，宣布紀念活動的決議並未明確提及這一共同發生的事件。
2014年3月，各國議會聯盟通過了一項決議，呼籲議員「宣傳與紀念」消除核武日，並致力於在全球廢除核子武器。第一次紀念活動於2014年9月舉行。
2018年5月，繼2013年高階會議之後，根據第68/32號決議，聯合國舉行了核裁軍高階會議。非政府組織和學者，以及來自成員國的政治家應邀與會。
在2019年消除核武器日，聯合國總部大樓舉行了儀式，12個國家簽署、5個國家批准了2017年定稿的《禁止核武器條約》。該條約稍後將於2021年生效。
在2023年消除核武器日，聯合國秘書長安东尼奥·古特雷斯表示，「地緣政治的不信任和競爭」已將核衝突的風險提高到冷戰時期的水平。他再次重申了聯合國「對無核世界的承諾」。在英國，一群來自「核裁軍運動」的活動人士被拒絕進入美國空軍營運的雷肯希斯皇家空軍基地，他們計劃在那裡進行「檢查」。目前英國並沒有美國的核武基地，但分析家表示，這些核武未來可能會被送回雷肯希斯，這些核武曾於1954年至2007年間駐紮於此。在日本，一群非政府組織與聯合國新聞辦公室舉辦了一場關於核裁軍的座談會，外務省的官員也參加了座談會。

## 外部連結
- Official webpage （页面存档备份，存于）